# Show Jerryho Seinfelda

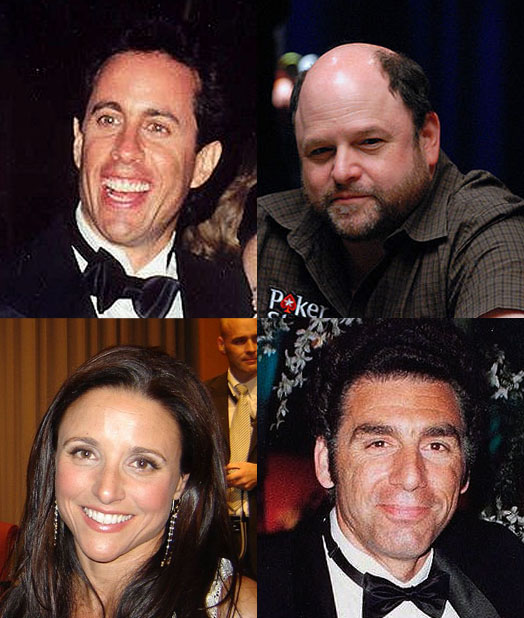
Hlavní představitelé: Jerry Seinfeld (nahoře vlevo); Jason Alexander (nahoře vpravo); Michael Richards (dole vpravo); Julia Louis-Dreyfus (dole vlevo)

Show Jerryho Seinfelda (v anglickém originále a při české pemiéře Seinfeld) je americký televizní sitcom vytvořený Larrym Davidem a Jerrym Seinfeldem. Byl vysílán na stanici NBC od 5. července 1989 do 14. května 1998, kdy bylo na obrazovkách uvedeno v devíti řadách 180 dílů. Show představuje Jerryho Seinfelda jako fikcializovanou verzi jeho samého coby hlavní postavu, jeho osobní život se třemi jeho přáteli – Georgem Costanzou (Jason Alexander), jeho bývalkou Elaine Benesovou (Julia Louis-Dreyfus) a sousedem přes chodbu Cosmo Kramerem (Michael Richards). Show Jerryho Seinfelda se odehrává převážně v městské budově na manhattanské Upper West Side v New Yorku. Seriál byl popisován jako „show o ničem“, často se zaměřující na nejmenší drobnosti a podrobnosti každodenního života.
Show Jerryho Seinfelda je obecně považována za jeden z nejlepších a nejvlivnějších sitcomů všech dob. Byla řazena mezi nejlepší televizní show všech dob publikacemi jako Entertainment Weekly, Rolling Stone, a TV Guide. K nejznámějším epizodám patří „The Chinese Restaurant“, „The Parking Garage“, a „The Contest“. V roce 2013 jej asociace amerických scenáristů Writers Guild of America zvolila druhým nejlépe napsaným televizním seriálem všech dob (hned za Rodinou Sopránů). E! nazval seriál „hlavním důvodem, proč byla devadesátá léta skvělá“, a mnohé citace a hlášky z epizod seriálu pronikly do běžné řeči a staly se součástí americké kultury. Netflix má získat streamovací práva v roce 2021 a vysílat show poprvé v historii ve 4K.